# Квинт Сервилий Приск Фиденат
Квинт Сервилий Приск Фиденат — политический деятель и военачальник в Римской республике, диктатор в 435 и 418 годах до н. э.

## Семья
Сервилий принадлежал к большому и влиятельному роду Сервилиев, был сыном Публия Сервилия Приска
(консула в 463 года до н. э.) и, возможно, внуком Спурия Сервилия Структа (консула 476 года до н. э.) Скорее всего, он отец Квинта Сервилия Фидената, который шесть раз избирался консульским трибуном.

## Биография
Сервилий был назначен заменить Спурия Постумия Альба Региллена в его религиозных функциях, когда последний умер в 439 году до н. э. Поскольку единственные два источника, упоминающие это событие, расходятся во мнениях относительно того, принадлежала ли эта должность авгуру или великому понтифику, остаётся неясным, какую религиозную должность занимал Сервилий.
Хотя он никогда не был консулом, Сервилий был назначен диктатором в 435 году до н. э. В этом году война с фиденатами обострилась, и для окончания войны было сочтено необходимым установить диктатора. Он выбрал бывшего консула Постума Эбуция Гельву Корницена своим магистром конницы или вице-диктатором, а также успешно победил и захватил Фидены.
Карьера Сервилия останется тесно связанной с Фиденами, и когда фиденатов заподозрили в поддержке вейентов в набегах на Рим в 428 году до н. э., сенат назначил Сервилия частью специальной комиссии, посланной для расследования этого дела. К нему присоединились в этой комиссии бывший консул Луций Сергий Фиденат и ещё один бывший диктатор Мамерк Эмилий Мамерцин.
В 418 году до н. э. Сервилий был назначен диктатором во второй раз. Назначение произошло после того, как его бывший коллега по комиссии Луций Сергий Фиденат потерпел поражение от объединённых сил эквов и лабиканцев. Сервилий назначил в этом году родственника и консульского трибуна Гая Сервилия Аксиллу своим магистром конницы. Эта диктатура, как и его первая, имела большой успех, и Сервилий победил эквов и захватил Лабики.
Он указан как умерший в 390 году до н. э., и что ему наследовал Марк Фурий Фуз на его религиозной должности в качестве авгура или понтифика. Учитывая, что 390 год до н. э. был вскоре после полулегендарной битвы при Аллии, возможно, что Сервилий был убит в конфликте или последующем разграблении/осаде Рима или что он просто умер в том же году по причинам, не имеющим отношения к этим событиям.